# Пионерская зорька
«Пионе́рская зо́рька» — радиопередача, детская радиогазета, ежедневно выходившая в утреннем радиоэфире Советского Союза. Первый эфир радиогазеты состоялся 1 октября 1934 года. Поначалу передача называлась «Утренней зорькой». Предшественником передачи можно считать вышедший впервые 19 апреля 1925 года журнал «Радиопионер». С 1947 года «Пионерская зорька» стала выходить в эфир ежедневно.
Передача была предназначена для школьников средних классов. В ней освещалась жизнь пионерии, страны, соответствующие репортажи, интервью, радиоочерки. Для выпуска передачи приглашались известные артисты, музыканты, поэты. Песни для детской радиогазеты писали такие композиторы, как М. Иорданский, А. Островский, Е. Крылатов, О. Хромушин, С. Соснин, Ю. Чичков, А. Пахмутова. В сотрудничестве с ними работали поэты К. Ибряев, С. Гребенников, Н. Добронравов, М. Пляцковский, М. Садовский.
Передача начиналась песней-призывом «На зарядку!» (музыка — Компанеец, стихи — Белинский) и следующим за этим комплексом утренней гигиенической гимнастики для школьников-пионеров под музыкальное сопровождение.
Передача прекратила существование в начале 1990-х годов практически одновременно с распадом СССР. Последний выпуск вышел 30 декабря 1991 года.